# AJS Model 22-serie
De AJS Model 22-serie was een serie 250cc-motorfietsen die het Britse merk AJS produceerde van 1935 tot 1939.

## Voorgeschiedenis
Hoewel AJS al in 1909 als zelfstandig merk was begonnen met de productie van motorfietsen, kwamen de eerste 250cc-modellen pas in 1928 met de Model 12-serie. Dit waren aanvankelijk toermotoren met zijklepmotoren.
Vanaf 1930 werden kopklepmotoren toegepast en in 1933 en 1934 werden de machines als sportmotor verkocht. AJS was in 1931 overgenomen door Matchless, dat in die tijd nog geen lichte motorfietsen produceerde. De hele AJS-productie verhuisde van Wolverhampton naar Woolwich. Feitelijk had Matchless alleen de zware Matchless Model X-serie, die vooral als zijspantrekker geschikt was. De 250-, 350- en 500cc-AJS-modellen vormden dus een welkome aanvulling op het leveringsprogramma. Vanaf 1934 begon Matchless echter ook zelf 250cc-modellen te bouwen. De goedkoopste oplossing was geweest om via badge-engineering de AJS-modellen van een Matchless-logo te voorzien. Dat had men in 1932 al gedaan met het AJS Model T2, dat feitelijk een Matchless Model X/3 was. Matchless koos echter een andere route. Terwijl het AJS Model 34/12 een stoterstangen kopklepmotor met een boring en slag van 65 x 75 mm had, kregen de Matchless-modellen een boring-slagverhouding van 62,5 x 80 mm. Het Matchless Model 34/F7 kreeg bovendien een zijklepmotor en werd als toermotor verkocht, de Matchless Sports 250 kreeg een stoterstangen-kopklepmotor en werd als sportmotor verkocht. Zo hadden klanten al veel keuze: toermotoren met zowel kop- als zijklepmotor en een sportmodel met kopklepmotor.

## AJS Model 22-serie
Met de komst van de AJS Model 22-serie in 1935 werd de Model 12-serie niet vervangen, maar aangevuld. Wel kregen alle AJS-modellen dezelfde boring-slagverhouding als die van Matchless: 62,5 x 80 mm. De motorblokken waren echter niet identiek. Bij Matchless zat bijvoorbeeld de ontstekingsmagneet achter de cilinder, bij AJS ervoor. De Model 12-serie werd nu tot toermotor gebombardeerd, de Model 22-serie was de sportmotor.

## Typeaanduiding
AJS had vanaf 1925 bij de aanduiding van haar typen het jaar van productie gebruikt. Zo kregen in dat jaar alle modellen de letter "E" gevolgd door het type. Het eerste model van de Model 12-serie was het AJS Model K12, want in 1928 gebruikte men de letter "K". Tot en met 1932 bleef dat zo, ook toen AJS al eigendom was van Matchless. In 1933 veranderde Matchless de aanduiding van haar eigen modellen én die van AJS door het jaartal concreet op te nemen, bijvoorbeeld bij het AJS Model 33/12. Zodoende kreeg het eerste model van de Model 22-serie in 1935 de naam "AJS Model 35/22".

### Modellen 35/22, 36/22, 37/22, 38/22 en 39/22 1935-1939
De sportmodellen waren in die tijd herkenbaar aan de omhooggebogen swept back pipes en die kreeg het Model 35/22 dan ook. Het waren er twee, want de machine had een dubbele ("Twin Port") uitlaatpoort (het AJS Model 35/12 had een enkele "Big Port"). Klanten konden zonder meerprijs ook kiezen voor laaggeplaatste uitlaten. De motor had een "Lo-Ex" aluminium zuiger en de krukas was gelagerd met kogellagers. Het aandrijfkettinkje van de dynamo liep in een oliebad. De machine had een dry-sump-smeersysteem waarvan de olietank onder het zadel zat en de oliepomp was ingebouwd in de rechter carterhelft. De stoterstangen waren in buisjes verpakt. De brandstoftoevoer werd verzorgd door een Amal-tweetrapscarburateur met twist grip-control.
Ontsteking en dynamo waren gescheiden. Vaak werd een Lucas-magdyno toegepast, magneet en dynamo samengebracht en ook samen aangedreven, maar nu zat de ontstekingsmagneet voor de cilinder en de dynamo erachter. De machine had een enkel wiegframe en een girder-type parallellogramvork met een frictie-schokdemper en een frictie-stuurdemper. Het achterframe was niet geveerd. Beide wielen hadden zwaar verchroomde velgen en trommelremmen. De machine had zowel een middenbok als een voorwielstandaard. Het leren tasje met boordgereedschap zat tussen de buizen van het achterframe, omdat de machine standaard niet met een bagagedrager werd geleverd. Wel kreeg de klant elektrische verlichting, een vetspuit en een bandenpomp. De machine had een verchroomde tank met zwarte biezen en de "De Luxe"-versie kreeg een instrumentenpaneel dat in de bovenkant van de tank was gebouwd. Dat bevatte een ampèremeter, de lichtschakelaar, een uitneembaar inspectielampje en was voorbereid voor de inbouw van een Eight-Day clock.
Het Model 36/22 was identiek en kostte 43 pond, waarmee het duurder was dan het Model 36/12, dat 38 pond kostte. Ook het Model 37/22 bleef ongewijzigd. Bij het Model 38/22 verviel de middenbok weer en kwam er een achterwielstandaard voor in de plaats. De machine kostte nu 50 pond. Het Model 39/22 was vrijwel identiek maar kostte 49 pond.

### Modellen 38/22T en 39/22T 1938-1939
Ook verscheen het Model 38/22T, waarbij de T waarschijnlijk stond voor "Trial". In die tijd werd daarmee nog niet de trialsport bedoeld zoals we die tegenwoordig kennen. Hier bedoelde men een betrouwbaarheidsrit, de Reliability Trial. De modellen 38/22T en later ook 39/22T werden bijvoorbeeld in de International Six Days Trial ingezet. De machines hadden zwaar geprofileerde banden voor het terreinrijden. Dat was in die tijd voor een sportmotor niet zo bijzonder. "Sport" betekende niet alleen vlot rijden op de weg, die vaak nog niet verhard was, maar ook in het zand.

### Model 38/22 Silver Streak 1938
Zowel AJS als Matchless hadden begin jaren dertig geprobeerd om zeer luxueuze en dure modellen op de markt te brengen: Het AJS Model S3, de Matchless Silver Arrow en de Matchless Silver Hawk. Voor die machines waren ook aparte, gecompliceerde motorblokken ontwikkeld, wat de ontwikkelingskosten sterk verhoogde.
In 1938 deed men een nieuwe poging: als AJS Silver Streak werden drie modellen op de markt gebracht, maar nu allemaal gebaseerd op bestaande modellen met bestaande motorblokken. Er kwam een 250-, 350- en 500cc-versie. Alles wat verchroomd kon worden was ook verchroomd, de blokken waren getuned en de cilinderkop gepolijst. Het 250cc-model was de AJS Model 38/22 Silver Streak, technisch vrijwel gelijk aan het Model 38/22, maar met een enkele "Big Port"-uitlaatpoort en dus ook een enkele uitlaat. De Silver Streak-serie bleef slechts één jaar in productie.

## Einde productie
Door het uitbreken van de Tweede Wereldoorlog bouwden AJS en Matchless na 1939 nauwelijks nog motorfietsen voor civiel gebruik. Alle aandacht ging in eerste instantie naar de militaire Matchless WG3/L, die al in 1939 in Noord-Frankrijk werd ingezet. Daarna kreeg men opdracht om 80.000 exemplaren van de nieuwe 350cc-Matchless G3/L met telescoopvork aan de Britse troepen te leveren. Pas na de oorlog werd de civiele productie weer opgestart, maar 250cc-modellen kwamen er pas in 1958 weer met de AJS Model 14-serie.

## Technische gegevens
| AJS Model              | 35/22                       | 36/22                       | 37/22                       | 38/22                       | 38/22T                      | 38/22 Silver Streak         | 39/22T                      |
| ---------------------- | --------------------------- | --------------------------- | --------------------------- | --------------------------- | --------------------------- | --------------------------- | --------------------------- |
| Periode                | 1935                        | 1936                        | 1937                        | 1938                        | 1938                        | 1938                        | 1939                        |
| Categorie              | Sportmotor                  | Sportmotor                  | Sportmotor                  | Sportmotor                  | Sportmotor                  | Sportmotor                  | Sportmotor                  |
| Motortype              | Stoterstangen kopklepmotor  | Stoterstangen kopklepmotor  | Stoterstangen kopklepmotor  | Stoterstangen kopklepmotor  | Stoterstangen kopklepmotor  | Stoterstangen kopklepmotor  | Stoterstangen kopklepmotor  |
| Bouwwijze              | Staande eencilinder         | Staande eencilinder         | Staande eencilinder         | Staande eencilinder         | Staande eencilinder         | Staande eencilinder         | Staande eencilinder         |
| Koeling                | Lucht                       | Lucht                       | Lucht                       | Lucht                       | Lucht                       | Lucht                       | Lucht                       |
| Boring                 | 62,5 mm                     | 62,5 mm                     | 62,5 mm                     | 62,5 mm                     | 62,5 mm                     | 62,5 mm                     | 62,5 mm                     |
| Slag                   | 80 mm                       | 80 mm                       | 80 mm                       | 80 mm                       | 80 mm                       | 80 mm                       | 80 mm                       |
| Cilinderinhoud         | 245,4 cc                    | 245,4 cc                    | 245,4 cc                    | 245,4 cc                    | 245,4 cc                    | 245,4 cc                    | 245,4 cc                    |
| Carburateur(s)         | Amal met twist grip-control | Amal met twist grip-control | Amal met twist grip-control | Amal met twist grip-control | Amal met twist grip-control | Amal met twist grip-control | Amal met twist grip-control |
| Smeersysteem           | Dry-sump                    | Dry-sump                    | Dry-sump                    | Dry-sump                    | Dry-sump                    | Dry-sump                    | Dry-sump                    |
| Max. Vermogen          | 2½ pk                       | 2½ pk                       | 2½ pk                       | 2½ pk                       | 2½ pk                       | 2½ pk                       | 2½ pk                       |
| Primaire aandrijving   | Ketting                     | Ketting                     | Ketting                     | Ketting                     | Ketting                     | Ketting                     | Ketting                     |
| Koppeling              | Enkelvoudige droge plaat    | Enkelvoudige droge plaat    | Enkelvoudige droge plaat    | Enkelvoudige droge plaat    | Enkelvoudige droge plaat    | Enkelvoudige droge plaat    | Enkelvoudige droge plaat    |
| Versnellingen          | 4                           | 4                           | 4                           | 4                           | 4                           | 4                           | 4                           |
| Secundaire aandrijving | Ketting                     | Ketting                     | Ketting                     | Ketting                     | Ketting                     | Ketting                     | Ketting                     |
| Rijwielgedeelte        | Wiegframe                   | Wiegframe                   | Wiegframe                   | Wiegframe                   | Wiegframe                   | Wiegframe                   | Wiegframe                   |
| Voorvork               | Parallellogramvork          | Parallellogramvork          | Parallellogramvork          | Parallellogramvork          | Parallellogramvork          | Parallellogramvork          | Parallellogramvork          |
| Achtervork             | Star                        | Star                        | Star                        | Star                        | Star                        | Star                        | Star                        |
| Remmen                 | Trommelremmen               | Trommelremmen               | Trommelremmen               | Trommelremmen               | Trommelremmen               | Trommelremmen               | Trommelremmen               |
| Tankinhoud             | 12,5 liter                  | 12,5 liter                  | 12,5 liter                  | 12,5 liter                  | 12,5 liter                  | 12,5 liter                  | 12,5 liter                  |